# Hope for the Future
Hope for the Future è un singolo del cantautore inglese Paul McCartney, scritto e inciso per Destiny, videogioco nato dalla collaborazione della Bungie Studios e dell'Activision.

## Il brano
A proposito della composizione del brano, McCartney disse:
«Quando scrivi qualcosa come Hope for the Future, qualcosa di specifico, è come fare un ritratto. Hai bisogno di lavorare di immaginazione e realizzare ciò di cui hanno bisogno, qualcosa che soddisfi le aspettative, e al tempo stesso che tu vuoi realizzare per loro. Poi hai bisogno di combinare queste tre esigenze in qualcosa che ti soddisfi e ti sembri coerente. Quindi, nel gioco sei il Guardiano dell'ultima città sulla Terra, il che mi ha suggerito l'idea di hope for the future (una speranza per il futuro), e sono partito da lì. Alla fine ho pensato che non fosse giusto una canzone per il videogame, che potesse essere ascoltata anche al di fuori del gioco, non ci sono riferimenti agli alieni o altro che facesse pensare ‘ma di cosa sta parlando?' E che quindi avesse una ragione di esistere autonomamente, un significato suo.»
McCartney collaborò nel 2014 per la realizzazione dell'intera colonna sonora del videogioco Destiny, componendo gran parte della musica che faceva da sottofondo all'opera. A incisione finita, però, il cantautore decise di inserire nei titoli di coda il brano come bonus track.

## Video musicale
Presentato in anteprima sul sito ufficiale della rivista Wired, mostra il musicista britannico in versione ologramma intento a cantare fra le ambientazioni del videogioco.

## Tracce
1. Hope For The Future (Main)
2. Hope For The Future (Thrash)
3. Hope For The Future (Beatsession Mix)
4. Hope For The Future (Jaded Mix)
5. Hope For The Future (Mirwais Mix)